# Jyoti Gondek
Jyoti Gondek, de son vrai nom Prabjhote Kaur Gondek, née en 1969 à Londres, est une femme politique canadienne. Elle est mairesse de Calgary depuis 2021.

## Biographie
Née à Londres au Royaume-Uni, Jyoti Gondek, de son vrai nom Prabjhote Kaur Gondek,, est la fille de l'avocat Jasdev Singh Grewal et de Surjit Kaur Grewal, tous deux originaires du Pendjab. Elle immigre avec ses parents au Canada au début des années 1970, d'abord au Manitoba. Elle détient un doctorat en sociologie urbaine de l'Université de Calgary, un baccalauréat en criminologie/sociologie de l'Université de la Colombie-Britannique et une maîtrise en sociologie organisationnelle de l'Université du Manitoba,.
De 2017 à 2021, elle est conseillère municipale pour le district de Ward no 3. Avant ce mandat, Gondek a siégé en tant que membre citoyenne à la commission d'urbanisme de la ville.
Elle est élue mairesse de Calgary le 18 octobre 2021,, qui inclut les localités de Country Hills, Country Hills Village, Coventry Hills, Harvest Hills et Panorama Hills. Elle est assermentée avec les autres membres du conseil municipal le 25 octobre, devenant ainsi la première femme à occuper le poste de maire dans l'histoire de la ville.